# Cécile Ndjebet
 (mars 2023).
Cécile Ndjebet (connue aussi sous le nom de Cécile Bibiane Ndjebet) est une agronome camerounaise et forestière sociale de profession. Elle est lauréate du prix Champions de la Terre de l’ONU.
En 2000, Cécile Ndjebet fonda une ONG nationale sous le nom de Cameroon Ecology et commence sa carrière professionnelle en tant que fonctionnaire camerounaise, rejoint les organisations de la société civile. Elle milite pour les droits des femmes et implique les femmes dans l’innovation de l’agriculture, à libérer le potentiel de l'agriculture pour parvenir au développement durable et un avenir plus vert.

## Biographie

### Enfance, formation et débuts
Cécile Ndjebet est originaire de la région du Littoral.

### Activisme
Sa motivation découle de son constat des difficultés auxquelles les femmes rurales faisaient face dans les travaux quotidiens avec peu de temps de repos, s’occupant des travaux champêtres, de l’élevage des animaux en plus des activités domestiques et des soins des enfants à la maison.

## Prix et récompenses
- 2022 : lauréate du prix Champions de la Terre de l’ONU[2]
- 2022 : prix Wangari-Maathai Champions de la cause des forêts[4]